# Amadeu Fabregat i Manyes
Amadeu Fabregat i Manyes (Torreblanca, Plana Alta, 1948) és un escriptor i periodista valencià. S'inicià dirigint la secció literària de la revista Gorg i el 1973 fou guardonat amb el premi Andròmina de narrativa. Col·laborà a Las Provincias, Destino, Serra d'Or, Oriflama, Avui, i fou director de publicacions del setmanari Valencia Semanal.
El 1974 va dirigir el programa de ràdio De dalt a baix a Ràdio Peninsular de València, el primer que es feia en valencià. Ha estat director del centre territorial de Televisió Espanyola a València (Aitana) el 1983 i director general de Radiotelevisió Valenciana (RTVV) (des de la seua creació fins a 1995) en el mandat de Joan Lerma, etapa durant la qual se l'acusà, al costat de Jordi Garcia Candau, d'introduir el model de teleescombraries, assessor de la direcció de Televisió Espanyola i membre del Consell Valencià de Cultura a proposta del PSPV fins al 2002.

## Obres
- Assaig d'aproximació a «Falles folles fetes foc» (1974), Premi Andròmina de narrativa 1973
- Carn fresca (1974) antologia de joves poetes valencians
- Partits polítics al País Valencià (1976) sobre els partits de la transició democràtica
- Converses extraparlamentàries (1978)
- L'anell del nibelung (Edicions Proa, 2025)